# 可茂

地図上水色の地域が中濃地区。可茂地区はそのうち南東部に位置する。

可茂（かも）は、岐阜県中南部（美濃国中南部）の地域の総称である。もともと地理的に近接している可児郡と加茂郡との総称である。
可茂地区全体は、岐阜県美濃地方を4分割した場合（右図）は中濃地区に分けられる。ただ、可児市と可児郡を中濃に含めず東濃に分ける事も多い。

## 概要
近接する2つの市（可児市と美濃加茂市）を中心とした生活圏を形成している。名称もそれぞれの市から一文字ずつとったものであるが、読み方が「かも」である為、「加茂」と混同しやすい。
官公庁（特に県の機関の名称）や一部の書物では「可茂」という表現が多用されている（可茂消防事務組合、可茂特別支援学校など）。一般でも「美濃加茂市・可児市とその周辺」をまとめて呼称する場合などで「可茂」を使用することがある。また、岐阜県立高校の全日制普通科の学区撤廃前には「可茂学区」が存在した。
前述のとおり可茂地区は（気象庁の気象警報発表区分など）基本的には「中濃地区」の一部であるが、同じ気象庁発表の地震関連の区分では主に東濃地区を指す「美濃東部」に含まれる。また衆議院選挙小選挙区の区割りでは、飛騨地方など岐阜県の北部一帯とともに「岐阜4区」に区割りされる。

## 地域
2市7町1村。人口215,664人、面積834.17km²、人口密度259人/km²。（2025年2月1日、推計人口）。
- 美濃加茂市
- 可児市
- 加茂郡
  - 川辺町
  - 坂祝町
  - 白川町
  - 富加町
  - 七宗町
  - 八百津町
  - 東白川村
- 可児郡
  - 御嵩町